# Instituto Tecnológico del Sur
El Instituto Tecnológico del Sur fue una entidad de educación superior que funcionó entre 1948 y 1956 en la ciudad de Bahía Blanca, Argentina, precursora de la Universidad Nacional del Sur.

## Historia
El 9 de octubre de 1946 con apoyo de las dos cámaras legislativas de la provincia de Buenos Aires se aprueba la ley provincial Nº 5051 redactada por el diputado provincial peronista bahiense Miguel López Francés que da origen al Instituto Tecnológico del Sur (ITS), iniciando sus actividades el 20 de febrero de 1948. En el proceso de implementación del ITS fue designado como rector interino el propio López Francés, quien también ocupaba el rol de ministro de Hacienda de la Provincia de Buenos Aires. Como vicerrector fue elegido Santiago Bergé Vila, quien encabezó efectivamente la institución dado que el rector se encontraba mayormente en La Plata, capital bonaerense, abocado a su rol de ministro. El ITS contó inicialmente con sólo tres carreras: Contador Público, Ingeniería Industrial y Química Industrial.
Las becas y las residencias estudiantiles propiciaron la integración de numerosos alumnos de bajos recursos a la comunidad universitaria. Además, tras la suspensión de los aranceles universitarios, que tuvo lugar en diciembre de 1949, hubo un notable aumento de la matrícula, que pasó de 269 estudiantes en 1948 a 1234 en 1951.
En 1950, el Poder Ejecutivo Nacional dispuso mediante el decreto Nº 690 la anexión del ITS a la Universidad Nacional de La Plata, ya que éste no tenía la facultad de expedir títulos por haber sido creado como un ente autárquico dependiente del Ministerio de Educación de la Nación. De esta manera los primeros egresados del instituto reciben diplomas por parte de la universidad platense.
En 1951 comienza el dictado de los profesorados en Electromecánica, Ciencias Físico-Matemáticas, Química, Mineralogía y Geología y Letras. El 15 de septiembre de ese año se crea la Escuela de Agricultura y Ganadería y en 1952 la Escuela de Bellas Artes. Con ello el perfil técnico-productivo que se le había otorgado a la Casa de Estudios desde sus orígenes se modificó y reorientó hacia un perfil más afín con las universidades tradicionales.
Al asumir Carlos Aloé como nuevo gobernador de la Provincia de Buenos Aires en junio de 1952, se inició una campaña de desprestigio a la labor realizada en el ITS, dado el enfrentamiento de Aloé con Domingo Mercante, gobernador precedente perteneciente al ala peronista donde militaba el impulsor del Instituto, López Francés. Se determinó que la Universidad Nacional de La Plata intervenga la Institución. Por su parte, López Francés renunció a su cargo de rector y conjuntamente con un importante grupo de exfuncionarios provinciales sufrió una fuerte persecución judicial que culminó con su detención y confinamiento.
El ingeniero Juan Rioja tomó posesión del rectorado el 30 de octubre de 1952. Entre sus primeras disposiciones se destacaron el cierre de las carreras humanísticas, con el argumento de que la Institución debía retomar el perfil técnico indicado en su proyecto de creación. Además, Rioja profundizó el proceso de peronización de la institución a través de diversas medidas, entre ellas el cambio de funcionarios en la conducción de las diversas Escuelas del ITS y la cesantía de profesores y docentes auxiliares que no comulgaban políticamente con el partido gobernante. A su vez, fue obligatorio a partir de 1953 para los alumnos el cursado de una materia de Formación Política, con la intención de difundir la obra del gobierno peronista y sus lineamientos ideológicos.
En 1954 finalizó la intervención y se reestableció su dependencia académica de la Universidad Nacional de La Plata.

## Disolución
Tras el golpe militar de septiembre de 1955 se interviene el Instituto Tecnológico del Sur. En octubre de 1955 las autoridades de facto designan a Pedro González Prieto como interventor y se delega el estudio de su reestructuración institucional a un grupo conformado por Vicente Fatone, Benjamín Villegas Basavilbaso, Eduardo Braun Menéndez, Ezequiel Martínez Estrada y Manuel Villada Achával. En enero de 1956 se concluye la reestructuración con la creación de la Universidad Nacional del Sur que es fundada mediante el decreto 154/56, del 5 de enero de 1956.